# 리국철
리국철(미상 ~ )은 조선민주주의인민공화국의 정치인이다. 조선로동당 중앙위원회 위원 겸 최고인민회의 제14기 대의원이다. 고등교육상 겸 김일성종합대학 총장이다.

## 경력
김일성종합대학 부총장과 제1부총장을 거쳐, 2021년 1월 개최된 조선로동당 제8차 대회에서 당 중앙위원으로 선출되었다. 이후 개최된 최고인민회의 제14기 제4차 회의에서 내각 고등교육상 겸 김일성종합대학 총장로 임명되었다.

## 최고인민회의 대의원
2019년 3월, 제14기 최고인민회의 대의원 선거에서 제513호 흥덕선거구 대의원으로 선출되었다.